# Yánnis Papayánnis
Ioánnis « Yánnis » Papayánnis (grec moderne : Ιωάννης «Γιάννης» Παπαγιάννης), né le 11 mai 1968, à Pyrgos, en Grèce, est un ancien joueur de basket-ball grec. Il évolue au poste de pivot

## Palmarès
3e des Jeux méditerranéens de 1987 et 1991